# Port du Lek
Pour les articles homonymes, voir Lek.
Le port du Lek (en néerlandais : Lekhaven) est un bassin portuaire datant de l'avant-guerre situé dans la commune néerlandaise de Rotterdam, construit entre 1912 et 1916. Le port du Lek est un affluent de la Nouvelle Meuse.
Le bassin est nommé en référence à la rivière du Lek.

## Histoire
La principale société qui fut établie au port du Lek était la Thomsen's Havenbedrijf, une entreprise qui combinait le transbordement de marchandises générales avec la fonction de terminal de passagers. Sur le côté est du bassin fut ouvert un complexe d'affaires en 1932, le bâtiment HAKA, construit dans le style de la Nouvelle Objectivité.
Le port du Lek a beaucoup souffert de la Seconde Guerre mondiale. Pendant la guerre, la Kriegsmarine y était basée et le port du Lek a plus tard été touché par le bombardement de Rotterdam-Ouest en 1943. Puis les Allemands ont détruit les installations portuaires en 1944.
En 1948, l'architecte Johannes Van den Broek a réalisé un nouveau complexe de bureaux et hangars pour l'Administration portuaire Thomsen's. Dans les années 1970, le volume de fret a diminué radicalement à cause de la conteneurisation.
Dans les années 1990, la zone a été assainie, la partie orientale du port du Lek a été comblée et les anciens hangars ont été démolis en faveur de la construction d'entrepôts frigorifiques pour le stockage et la manutention de fruits et des jus de fruits.